# آندریاس برمه
آندریاس برمه (آلمانی: Andreas Brehme؛ ۹ نوامبر ۱۹۶۰ – ۲۰ فوریهٔ ۲۰۲۴) بازیکن و مربی فوتبال آلمانی بود. در سطح باشگاهی، برمه برای چند تیم در آلمان بازی کرد. او همچنین در ایتالیا و اسپانیا حضور داشت.
برمه در فینال جام جهانی فوتبال ۱۹۹۰ ایتالیا در دیدار آلمان و آرژانتین در دقیقه ۸۵ تک گل بازی را از روی نقطه پنالتی به ثمر رساند و موجب سومین قهرمانی آلمان در تاریخ جام جهانی فوتبال شد.

## ویژگی بازی
ویژگی قابل توجه برمه این بود که به دلیل استفاده از هر دو پا می‌توانست در پست‌های متفاوتی بازی کند. خود او اعتقاد داشت که پای راستش دقیقتر و پای چپش ضربات سنگینتری به سمت دروازه می‌زند. او بیشتر کرنرها و ضربات آزاد را با پای چپ می‌زد. ولی پنالتی حساس و سرنوشت ساز فینال ۱۹۹۰ در دقیقه ۸۵ را با پای راست به سمت دروازه زد. چون دقیق‌تر بود.
برمه بیشتر به خاطر غیرقابل پیش‌بینی بودن در بازی فوتبال شناخته می‌شد. او در نواختن ضربات ایستگاهی نیز مهارت داشت. سانترها، پا به توپ و دریبل و پاس‌های بلند او عالی و در شوتزنی کم‌نظیر بود. او یکی از بهترین مدافعان کناری تاریخ فوتبال بود.

## زندگی ورزشی

### آغاز
پدرش که خود آندریاس، خود نیز بازیکن فوتبال بود. بنابراین از همان آغاز از آندریاس حمایت کرد. او از همان آغاز تلاش می‌کرد به آندریاس یاد بدهد هر دو پا پاس بدهد و شوت بزند. او فوتبال در تیم جوانان بارمبک-اولن‌هورست آغاز کرد.

### دوران باشگاهی
آندریاس برمه هیچگاه برای تیم باشگاه زادگاه خود هامبورگ بازی نکرد. آندریاس به لطف تکنیک استفاده از هر دو پا خیلی زود پیشرفت کرد. در ابتدا در تیم زاربروکن بازی کرد و سپس در باشگاه کایزرسلاوترن جا افتاد. او پس از چهار سال در سال ۱۹۸۶ در دومین انتقال گران تاریخ فوتبال آلمان تا آن هنگام گرفت و با دو میلیون مارک از کایزرسلاترن به بایرن مونیخ پیوست. پس از آن بین سال‌های ۱۹۸۸ تا ۱۹۹۲ در سال‌های اوج در اینتر میلان همراه لوتار ماتئوس و یورگن کلینزمن دو هموطن دیگر خود در ایتالیا بازی کرد. برمه همچنین موفقیت‌های زیادی در بوندس‌لیگا بدست آورد. او در سال ۱۹۹۳ از اینتر میلان به کایزرسلاترین بازگشت و در سال ۱۹۹۸ فوتبال خود پایان داد.

### دوران ملی
آندریاس برمه ۵ گل از ۸ گل ملی خود را در رقابت‌های جام جهانی فوتبال و جام ملت‌های اروپا به ثبت رساند. جالب اینجا است که ۳ گل از این ۵ مهم در مراحل نیمه نهایی و فینال جام جهانی به ثبت رسیدند. برمه ده سال عضو تیم ملی فوتبال آلمان بود و یک عنوان قهرمانی جهان و دو نائب قهرمانی در جام جهانی ۱۹۸۶ و جام ملت‌های اروپا ۱۹۹۲ در کارنامه داشت.

### مربیگری
برمه در مدت کوتاهی که به عنوان مربی فعالیت کرد موفقیت کمتری بدست آورد. او بین سال‌های ۲۰۰۰ تا ۲۰۰۲ هدایت کایزرسلاترین را بر عهده داشت و در سال ۲۰۰۰ این تیم را به نیمه نهایی جام یوفا رساند. او در سال ۲۰۰۱ با هفت برد متوالی در بوندس‌لیگا رکورد بهترین شروع در فصل را به ثبت رساند. اما این تیم در دو فصل پیاپی از راه‌یابی به رقابت‌های بین‌المللی باز ماند و سرانجام در آغاز فصل ۲۰۰۲-۲۰۰۳ اخراج شد.
در فصل ۲۰۰۴-۲۰۰۵ برمه هدایت تیم دسته دوم اونترهاخینگ را برعهده گرفت. اما در آوریل ۲۰۰۵ استعفا داد. او دو ماه بعد، به عنوان دستیار جووانی تراپاتونی در اشتوتگارت شروع به کار کرد. اما به همراه تراپاتونی و کل کادر فنی در فوریه ۲۰۰۶ اخراج شد.

## دیگر فعالیت‌ها
آندریاس برمه به عنوان سفیر فدراسیون فوتبال و در بخش توسعه فوتبال پایه فعالیت می‌کرد. سهامداری یک شرکت فروش زمین چمن طبیعی و مصنوعی، شراکت در یک سرویس امنیتی، راه‌اندازی یک آژانس مشاوره بازیکنان و یک شرکت متخصص معاینات پزشکی-روانی، کارشناسی فوتبال در برنامه‌های تلویزیونی، و ستون‌نویس روزنامه از دیگر فعالیت‌های او بودند. برمه در فوریه ۲۰۱۷ مدتی مشاور باشگاه صربستانی وویودینا نووی ساد بود.

## درگذشت
او در ۲۰ فوریه ۲۰۲۴ بر اثر سکته قلبی درگذشت.

## افتخارها
- قهرمان بوندس لیگا: ۱۹۹۸؛۱۹۸۷
- قهرمان جام حذفی آلمان: ۱۹۹۶
- جام ملت‌های اروپا: نائب قهرمان ۱۹۹۲
- جام یوفا: قهرمان ۱۹۹۱
- جام جهانی فوتبال: قهرمان ۱۹۹۰ - نائب قهرمان ۱۹۸۶
- مرد سال فوتبال ایتالیا: ۱۹۸۹
- سری آ ایتالیا: قهرمان ۱۹۸۹
- سوپر کوپا ایتالیا: قهرمان ۱۹۸۹
- لیگ قهرمانان اروپا: نائب قهرمان ۱۹۸۷